# Fonové

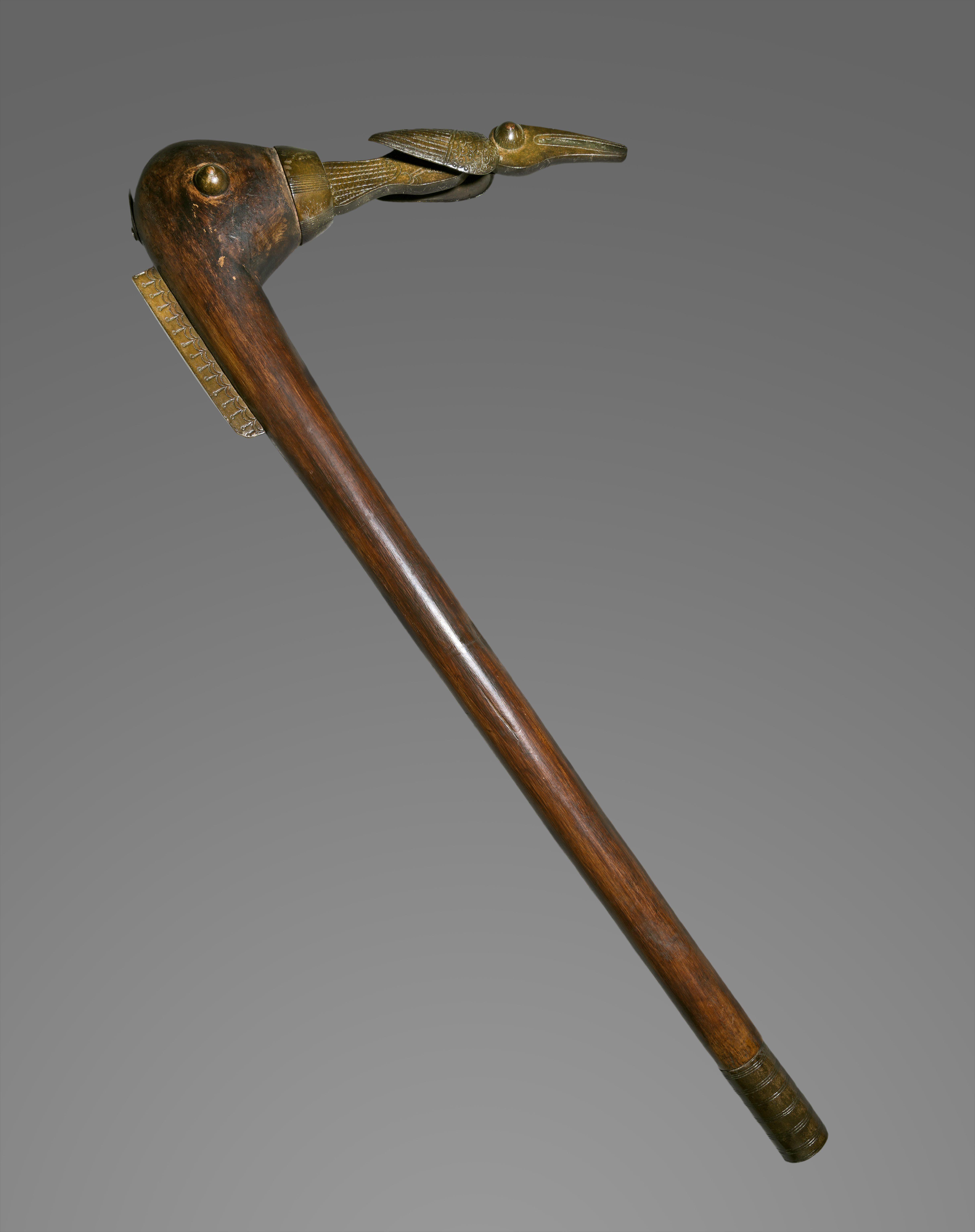
Recade fon

Fonové (Fon people, Fongbe) jsou etnikum a jazyková skupina nalézající se v západní části Afriky, při březích Guinejského zálivu. Nejpočetnější zastoupení mají Fonové ve státech Benin a v jihozápadní části Nigérie.
Fonové jsou etnikum, které má něco více než 2 000 000 členů, kteří žijí především v jižní části Beninu. Fonové tvoří přibližně 40 % obyvatel Beninu. Jsou tam nejpočetnějším etnikem. Fónština je hlavní jazyk užívaný právě na jihu Beninu a je součástí jazykové skupiny Kwa. Jim podobné jazyky jsou z etnik Ewenků, Jorubů a dalších z guinejských jazyků. Fonové původně vznikli na jihovýchodě Toga, při hranicích s dnešním Beninem.
Smutnou historii tohoto etnika byla doba otrokářství. Právě Benin leží na bývalém Otročím pobřeží a mnoho Foňanů bylo kdysi násilně zavlečeno do otroctví, především do Spojených států amerických. Především města Abomey (historické hlavní město Dahome, dnešního Beninu) a Ouidah byly proslulé svými otročími trhy.
Náboženství
Přestože se část Fonského etnika hlásí ke křesťanství, hlavní náboženství Fónů je animistického podkladu a nazývá se Voodoo nebo Vodou. Jedná se o to, že věřící Vodou věří, že vše má svou duši. Lidé, zvířata, rostliny i neživé věci jako například kameny. Takto se nazývá i samotný bůh. Obřady Vodou mají různý charakter, od přivolávání deště až po pohřby mrtvých. Během obřadu se celá vesnice sejde a bubnuje se na bubny, dokud na někoho nepřejde duch Vodou a on se dostane do transu a zprostředkovává vesnici božské poselství.
Vodou má ve Fonské kultuře silnou tradici a je velmi oblíbené a často vyhledávané při různých potížích.
Fonové ve světě
Fonové se za dob otrokářství dostali do USA a dnes tam žije silná menšina Fonského původu. Spolu s dalšími národy z Guinejského zálivu přinášejí světu svou kulturu počínaje Vodou, hudbou, tancem a mnoha dalšími přínosy světové kultuře. Kromě Spojených států žije menší enkláva i ve Francii.